# روبن غابرييل
روبن غابرييل (Reuben Gabriel) (و.25 سبتمبر 1990)، هو لاعب كرة قدم نيجيري في مركز الوسط.
لعب في نادي نجران ونادي أبها ونادي الفيحاء ونادي العين.

## روابط خارجية
- روبن غابرييل على موقع الاتحاد الدولي (مؤرشف)  (الإنجليزية)
- روبن غابرييل على موقع قاعدة بيانات كرة القدم.إي يو (الإنجليزية)
- روبن غابرييل على موقع ناشيونال فوتبول تيمز (الإنجليزية)
- روبن غابرييل على موقع Soccerway.com (الإنجليزية)
- روبن غابرييل على موقع AS.com (الإسبانية)

روبن غابرييل على فرق كرة القدم الوطنية.كوم